# Parco di Boa Vista

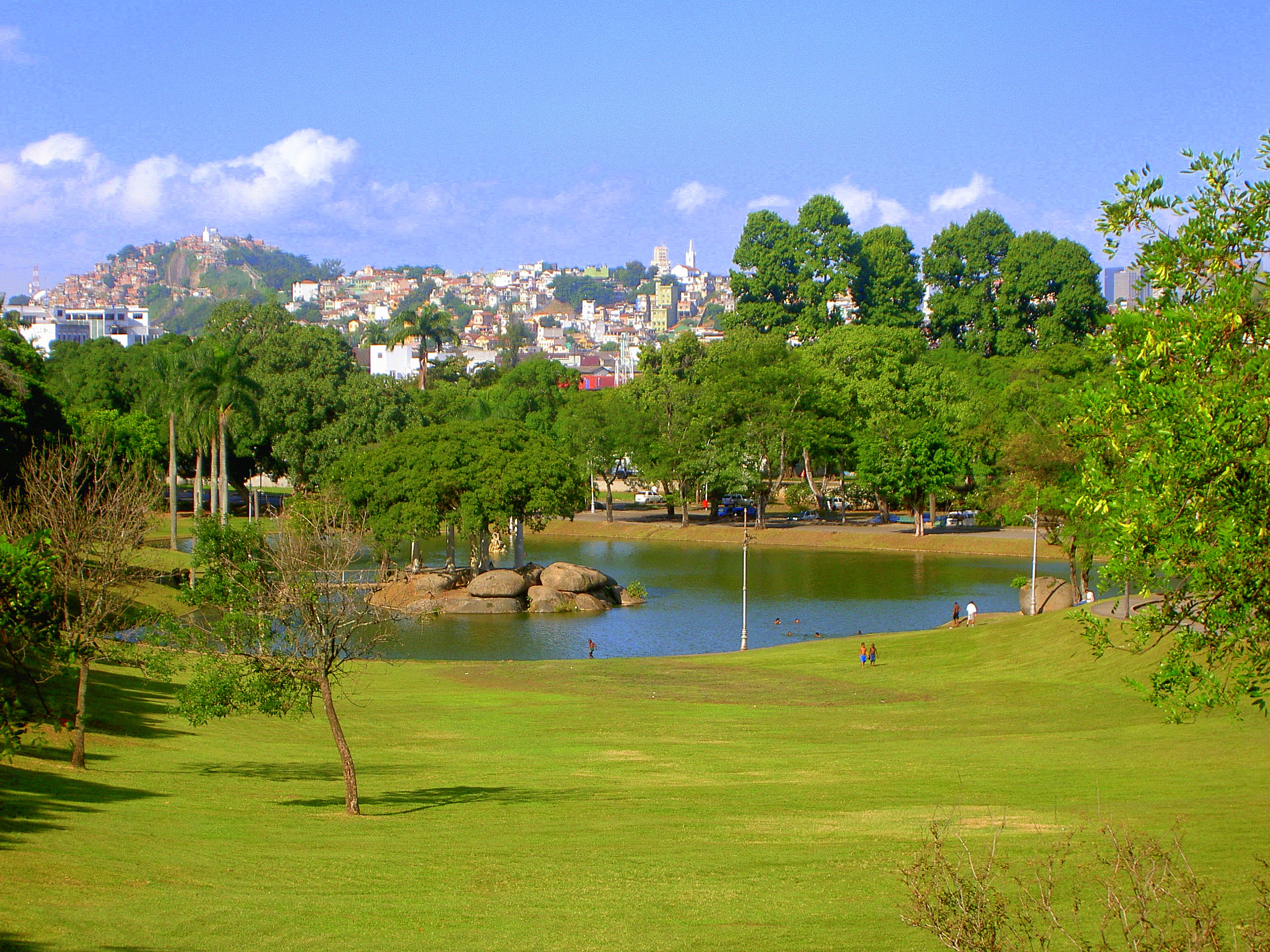
Veduta

Il parco di Boa Vista (in portoghese: Quinta da Boa Vista), fondato nel 1808, è un parco urbano di Rio de Janeiro, in passato giardino della residenza imperiale del Paço de São Cristóvão. Ospita oggi il giardino zoologico cittadino.